# ニセ医学
ニセ医学（ニセいがく、偽医学）とは、科学的・医学的根拠に基づかない考え方による医学のような概念。しかし、定義は定まっておらずニセ医学と根拠に基づく医療の境界は曖昧と指摘されているが、「標準治療ではないある民間療法」の総称とする考えがある。類似の概念には疑似科学がある。なお、代替医療については、米国の国立補完代替医療センターでも「現段階では通常医療と見なされていない、さまざまな医学・健康管理システム、施術、生成物質など」と民間療法と同義とし、自己判断・自己責任で行うモノで費用は全額自己負担となる。
医師が行う治療行為に対する不満や不安が要因となり、患者がニセ医学に惑わされる原因となっているとする主張もある。

## 問題点
中には治療効果があると謳うものがあり、医師法や医薬品、医療機器等の品質、有効性及び安全性の確保等に関する法律（薬機法）に違反しているとの批判もある。正しい医学（医療）の代替療法や併用療法として実施されることが多く、患者や家族が主治医に相談せず独自に実施しし、通常の治療（標準治療）を否定して治る病気を悪化させるなど、取り返しのつかないことになったりするとしている。

## アンケート
2015年に日経メディカルオンラインが医師3322人に対して行ったアンケートによれば、
- 「ニセ医学」との言葉と意味の双方を知らない --- 24.1%（801名）
- 「ニセ医学」との言葉を知っているが意味を知らない --- 17.4%
- 「ニセ医学」との言葉と意味の双方を知っている --- 58.5%

と、医師であっても認知度は低い。
また、アンケートで「ニセ医学」と聞いて思い浮かべるのは、
1. 広告過剰なサプリ/健康食品 360票
  - 例：グルコサミン、コラーゲン、ヒアルロン酸
2. がんもどき理論 255票
  - がん放置療法。例えば、近藤誠『あなたの癌は、がんもどき』[6]
3. 霊的療法（祈祷、手かざし） 222票
4. ホメオパシー 101票
5. 癌の免疫療法 81票
  - 免疫チェックポイント阻害剤とは、全くの別物[5]

であった。

## 見極め方
厚生労働省は、正しい情報の見極め方について下記の様に主張している。
情報を見極めるための10か条
1. 「その根拠は？」とたずねよう
2. 情報のかたよりをチェックしよう
3. 数字のトリックに注意しよう
4. 出来事の「分母」を意識しよう
5. いくつかの原因を考えよう
6. 因果関係を見定めよう
7. 比較されていることを確かめよう
8. ネット情報の「うのみ」はやめよう
9. 情報の出どころを確認しよう
10. 物事の両面を見比べよう